# Greta Woodrew
Greta Andron Woodrew Smolowe (ngày 16 tháng 12 năm 1929  –  ngày 1 tháng 9 năm 2010) là một tác giả, nhà ngoại cảm và người chữa bệnh người Mỹ, và có mục đích tiếp xúc với sinh vật ngoài Trái Đất. Các cuốn sách của bà gồm có On a Slide of Light và Memories of Tomorrow, và bản tin mang tên The Woodrew Update, đề cập đến các cuộc gặp gỡ với người ngoài hành tinh có chủ đích của mình, trong khi quỹ Space Technology and Research Foundation (STAR) của bà được thành lập để thực hiện công tác từ thiện, bao gồm cả việc phát sóng các thông điệp mà bà nhận được từ sinh vật ngoài hành tinh;; Woodrew sau này trở thành nhà tài trợ cho các tổ chức từ thiện như Conservation International và Sierra Club Foundation. Woodrew còn xuất bản một cuốn sách dành cho trẻ em trong đời của mình mang tên Hear the Colors! See the Music!: A Tomorrow Book for Today. Một số bài báo của bà được lưu giữ tại Khoa Bộ sưu tập Đặc biệt và Kho Lưu trữ Đại học tại Đại học Stanford.

## Đời tư
Woodrew kết hôn với Richard E. "Dick" Smolowe. Họ có với nhau bốn người con gồm Allan, Jonathan, Jill và Ann.
Woodrew là cháu gái của Alexander Schlang và Blanche Cohen-Schlang-Nirenstein, người sau này đã tham gia sâu vào công tác xã hội và từ thiện ở New York. Woodrew là cháu gái của David và Wilhemina Cohen, người trước đây là người sáng lập và là nhà tài trợ của Giáo đường Do Thái Eldridge Street ở Thành phố New York.

## Học vấn
Woodrew theo học tại Đại học Florida, tốt nghiệp loại ưu và bằng Cử nhân năm 1951. Bà là người phụ nữ đầu tiên tốt nghiệp chương trình bốn năm của trường đại học này và được trao Giải thưởng Thành tựu Phi Beta Kappa và Giải thưởng Ưu tú Tiến sĩ Allen. Năm 1979, trường William Penn College đã cấp cho Woodrew bằng Tiến sĩ Luật danh dự.

## Tiếp xúc với người ngoài hành tinh
Woodrew tuyên bố lần đầu tiên tiếp xúc với "trí tuệ ngoài Trái Đất" là vào năm 1976. Trong cuốn sách On A Slide of Light năm 1981 của mình, bà mô tả các cuộc gặp gỡ của mình ban đầu diễn ra "trong điều kiện phòng thí nghiệm với một bác sĩ và nhà khoa học y tế hàng đầu." Đó là "ấn tượng của bà rằng một khi [bà] rời khỏi phòng thí nghiệm, [bà] cũng sẽ bỏ lại [trí tuệ ngoài Trái Đất], nhưng điều này không đúng. Một khi [bà] thực hiện ý chí tự do của [mình] trong việc cho phép người ngoài hành tinh bước chân vào đời [bà], họ nhanh chóng trở thành một phần thường xuyên trong thực tế đã trải qua của [bà]. [Bà] có thể đang ngồi ở bàn làm việc của [mình] lúc 10 giờ sáng, sẵn sàng gọi điện thoại cho khách hàng về một khách hàng tiềm năng, [bà] bấm số và một lần nữa liếc nhìn đồng hồ, và trước sự bối rối của bà, nó sẽ đọc thành 10:45..."(The Saucer Life podcast; tập ngày 18 tháng 3 năm 2020; 7:10)
Woodrew cho rằng sự chênh lệch thời gian này là do "cuộc đối thoại tiếp tục với trí tuệ ngoài Trái Đất vượt thời gian và không gian và chiều kích thứ ba." (The Saucer Life podcast; ngày 18 tháng 3 năm 2020 episode; 7:54) Những sinh vật mà Woodrew tuyên bố rằng bà vừa tiếp xúc được cho là đến từ một hệ mặt trời khác nằm trong dãy thiên thể Messier tại M-92. Woodrew khẳng định nơi xuất xứ được gọi là Ogatta, "một phần của hệ sao đôi hay sao đôi, bao gồm cái mà họ gọi là jorpa, và chúng ta hay gọi là hệ mặt trời, gồm năm hành tinh trong thiên hà khác." Woodrew cho biết 5 hành tinh này được gọi là Ogatta, Arshan, Arka, Mennon và Tchowvie. (The Saucer Life podcast; tập ngày 18 tháng 3 năm 2020; 8:26)
"Bác sĩ và nhà khoa học hàng đầu về y tế" mà Woodrew tiếp xúc với người ngoài hành tinh lúc ban đầu là bác sĩ, nhà phát minh y tế, nhà nghiên cứu y học và nhà cận tâm lý Andrija Puharich. Các thí nghiệm mà cả hai đã cho tiến hành, dẫn đến các cuộc tiếp xúc với người ngoài hành tinh của Woodrew, diễn ra tại nơi mà Puharich gọi là Phòng thí nghiệm Số Chín trong khu đất của ông ở Ossining, New York.
Trong suốt đời mình, Woodrew cũng có liên hệ với tác giả và nhà nghiên cứu tâm thần Harold Morrow Sherman; bà và chồng là Dick Smolowe từng đến thăm Sherman ít nhất một lần tại nhà của ông ở Ark Haven tại Arkansas.

## Khả năng chữa bệnh đáng ngờ
Woodrew tự nhận mình là một người chữa bệnh, với khả năng chữa trị của người ngoài hành tinh được truyền thông qua bà. Một ví dụ về sự chữa lành như vậy đối với trường hợp nữ diễn viên ba lê Virginia Rich Barnett mà Woodrew, "trong vài phút, đã chữa khỏi [...] chấn thương đầu gối nặng đến mức các bác sĩ nói với cô ấy rằng cô ấy sẽ không bao giờ tập thể dục nữa, chứ đừng nói đến khiêu vũ."

## The Woodrew Update
Woodrew và chồng là Dick Smolowe bắt đầu bản tin của họ mang tên The Woodrew Update, vào năm 1980. Họ tiếp tục xuất bản nó cho đến năm 1997. Ấn bản này mang tính chất quốc gia và quốc tế, với những người đăng ký theo dõi đến từ khắp nơi trên nước Mỹ, Canada và 14 quốc gia khác.

## Di sản
Đại học Florida cung cấp Học bổng Tiến sĩ Greta Andron Smolowe; bà cũng giữ một vị trí trong Đại sảnh Danh vọng của trường đại học với tư cách là Đệ nhất Phu nhân của Sinh viên Kịch nghệ, Dịch vụ và quyền Lãnh đạo. 
In addition, the American Biographical Institute honored her for International Contribution to the World of Psi.
Khu nhà ở Bắc Carolina của Woodrew, trụ sở chính của tổ chức STAR Foundation do bà sáng lập, trở thành nơi tổ chức cứu hộ động vật mang tên Save the Animals Rescue. Ngoài ra, cuộc đời và sự nghiệp của bà được đề cập trong tập podcast The Saucer Life ngày 18 tháng 3 năm 2020. Sách của bà vẫn đang được lưu hành khắp nơi. Con trai của Woodrew, Alan, tiếp tục lấy bằng Thạc sĩ quản trị kinh doanh tại Đại học Lehigh, tiến sĩ từ Đại học Orlando và bằng Tiến sĩ giáo dục từ Đại học Barry. Con trai Jonathan và con gái Jill theo học tại Princeton, và con gái Ann tốt nghiệp trường Dartmouth. Jill trở thành nhà báo, là cây bút viết về đối ngoại cho tờ Time và Newsweek. Cô cũng là cây bút cao cấp của tờ People và đã xuất bản hai cuốn sách, Four Funerals and a Wedding: Resilience in a Time of Grief và An Empty Lap: One Couple's Journey to Parenthood.

## Ấn phẩm
- Hear the Colors! See the Music! A Tomorrow Book for Today (1992), Dublan Press
- Memories of Tomorrow (1988), Doubleday[26]
- On A Slide of Light (1981), MacMillan Publishers[27]